# Attic
Die Attic Entertainment Software GmbH war ein deutscher Computer-Spieleentwickler und Publisher.

## Geschichte
Die Firma wurde im September 1990 von Hans-Jürgen Brändle, Jochen Hamma und Guido Henkel in Albstadt gegründet. Brändle und Henkel hatten zuvor unter dem Namen Dragonware Games die Textadventures Hellowoon und Ooze entwickelt, fühlten sich jedoch durch Verträge mit ihrem Publisher Ariolasoft wirtschaftlich benachteiligt. Gemeinsam mit einem Freund, dem durch Aktiengeschäfte zu Geld gekommenen Hamma, gründeten sie Attic Entertainment.
Nach einem finanziell wenig ergiebigem Intermezzo mit der Bochumer Firma Starbyte als Publisher beschlossen die Drei, ihre Titel selbst zu veröffentlichen. Nachdem sich das bereits fertig programmierte Textadventure Drachen von Laas als finanzieller Erfolg erwies, kam ein Kontakt zum Spieleverlag Schmidt Spiele zustande, dem Rechteinhaber am Pen-&-Paper-Rollenspielsystem Das Schwarze Auge. In Lizenz entwickelte und veröffentlichte Attic in der Folge die drei Spiele der Reihe Das Schwarze Auge: Die Nordland-Trilogie. Nachdem sich die Entwicklung eines Nachfolgers der Nordland-Trilogie unter dem Titel Legenden der Magierkriege immer weiter verzögerte, wurde dieses Projekt schließlich in weit fortgeschrittenem Stadium eingestellt. Im Streit um Finanzielles verließ Henkel die Firma, die wenig später liquidiert wurde.
Jochen Hamma ist inzwischen geschäftsführender Gesellschafter des Entwicklungsstudios Fantastic Realms Interactive, fungiert als Berater für die deutsche Computerspiele-Branche und gilt als Mitbegründer des IGDA-Chapters Frankfurt am Main. Hamma ist alleiniger Eigentümer der Urheberrechte an allen veröffentlichten Spielen von Attic. Henkel lebt seit der Schließung von Attic in den Vereinigten Staaten und ist Managing Partner der G3 Studios, eines US-Spieleentwicklers für Handyspiele. Hans-Jürgen Brändle, der nach dem Ende von Attic unter anderem bei Blue Byte Teile der Siedler-Serie verantwortete, verstarb am 12. Mai 2005 in Las Vegas.

## Spiele
| Titel                                        | Veröffentlichung       | Entwickler            | Verleger            | Plattform                    |
| -------------------------------------------- | ---------------------- | --------------------- | ------------------- | ---------------------------- |
| Das Schwarze Auge: Legenden der Magierkriege | (nicht fertiggestellt) | Attic, Larian Studios | Infogrames          | (nicht fertiggestellt)       |
| Herrscher der Meere                          | 1997                   | NovaTrix              | Attic               | MS-DOS                       |
| Das Schwarze Auge: Schatten über Riva        | Dezember 1996          | Attic                 | TopWare Interactive | MS-DOS                       |
| FEARS                                        | 1995                   | BOMB Software         | Attic               | Amiga                        |
| Der Druidenzirkel: Im Netz der Träume        | 1995                   | Synthetic Dimensions  | Attic               | MS-DOS                       |
| Das Schwarze Auge: Sternenschweif            | September 1994         | Attic                 | Schmidt Spiele      | MS-DOS                       |
| Das Schwarze Auge: Die Schicksalsklinge      | April 1992             | Attic                 | Schmidt Spiele      | Amiga, MS-DOS                |
| Spirit of Adventure                          | 1991                   | Attic                 | Starbyte            | Amiga, Atari ST, C64, MS-DOS |
| The Oath                                     | 1991                   | Attic                 | Attic               | Amiga                        |
| Drachen von Laas                             | Februar 1991           | Attic                 | Attic               | Amiga, Atari ST, MS-DOS      |
| Lords of Doom                                | 1990                   | Attic                 | Starbyte            | Amiga, Atari ST, C64, MS-DOS |